# Ioan Panțîr
Ioan I. Panțîr a fost un politician moldovean, ales în Sfatul Țării. 

## Sfatul Țării
Ioan Panțîr, de naționalitate moldovean, a fost ales în Sfatul Țării de Comitetul Executiv gubernial al Consiliului delegaților țărănești.
Panțîr s-a opus vehement intervenției Armatei Române în Basarabia. Sub acuzația de propagandă bolșevică, a fost executat de trupele române, la ordinele generalului Ernest Broșteanu.

## Galerie

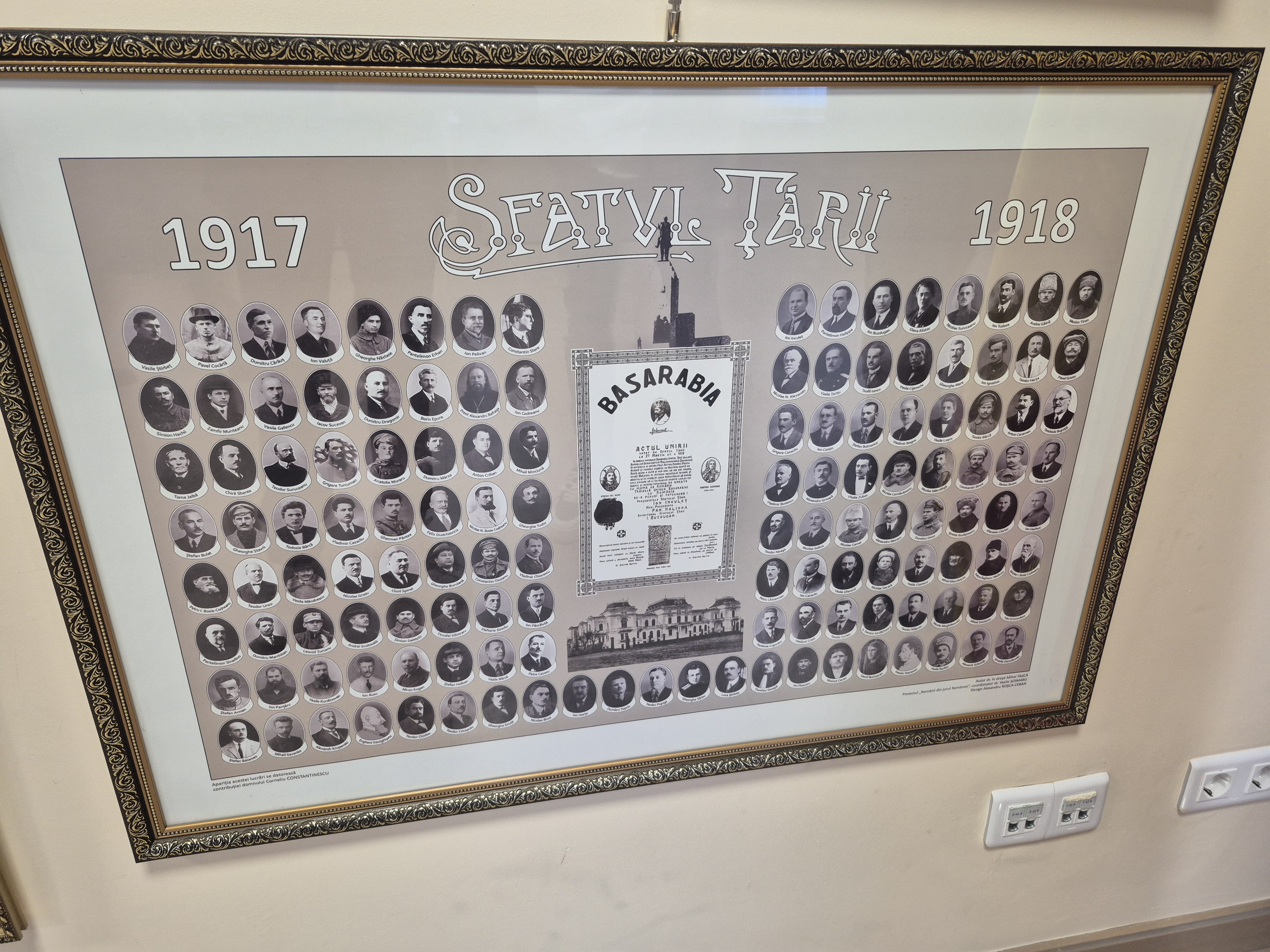